# Sylvain Attal
Pour les articles homonymes, voir Attal.
Sylvain Attal, né le 25 avril 1961, est un journaliste français.

## Biographie
Diplômé du CFJ en 1985, il commence sa carrière à Europe 1, où il sera successivement journaliste au service politique, présentateur du journal de 7 h, grand reporter, rédacteur en chef adjoint et présentateur des éditions du week-end.
Il quitte Europe 1 en 1994 pour rejoindre LCI en tant que présentateur et interviewer. 
En 1996, il retourne à Europe 1 comme rédacteur en chef et présentateur de la tranche d'information 8 h-9 h. À partir de janvier 1999 il présente l'émission Argent public sur France 2 jusqu'à sa suppression en juin 2001.
Après un passage sur RMC en 2001, il collabore au journal en ligne Proche-orient.info, à RTL (On refait le monde) et à Infosport, tout en menant en parallèle une enquête sur la résurgence de l'antisémitisme qui sera publiée en 2003. Il est alors également consultant pour Paris 2012.
En 2004, il publie une enquête sur le « nouvel antisémitisme » qui prospère selon lui sous couvert de progressisme, d'altermondialisme et d'antisionisme dont il affirme que les responsabilités ne sont pas à chercher dans les seuls cercles islamistes.
En 2005, il est nommé éditeur et présentateur du journal de 18 h de la chaîne parlementaire Public Sénat. La même année, à l'occasion des émeutes secouant les banlieues françaises, il dénonce publiquement comme responsable « l'islam politique », nouveau « fascisme vert » s'étendant sur « toute la planète et jusque dans nos banlieues ».
En 2006, il rejoint la nouvelle chaîne d'information télévisée internationale France 24 en tant que présentateur, puis devient chroniqueur international en 2009. 
Le 29 novembre 2011, Sylvain Attal affirme lors d'un journal télévisé avoir commis une erreur et devoir présenter ses excuses : il avait accusé publiquement, à tort, l'opposant politique congolais  Étienne Tshisekedi Wa Mulumba de viols et de crimes de guerre,.
En mars 2012, il est nommé chef du service multimédia de la rédaction unifiée France 24-MCD-RFI.	
En janvier 2013, les rédactions internet de France 24 et RFI étant séparées, il est nommé directeur adjoint de France 24 chargé des nouveaux médias.
En avril 2018, Sylvain Attal, qui a publié en 2004 La Plaie, enquête sur le nouvel antisémitisme, explique qu'il ne signe pas le manifeste « contre le nouvel antisémitisme », notamment parce qu'il estime qu'« on ne peut pas montrer du doigt toute la communauté musulmane comme le fait ce texte, dans cette communauté, il y a des laïcs, des gens qui prennent ce qu'ils ont envie de prendre dans Le Coran comme dans toute religion »,.

## Ouvrages
- 1992 : La France du piston (avec Claude Askolovitch), Robert Laffont, coll. « Notre époque », 303 p.  (ISBN 2-221-06934-X)
- 2004 : La Plaie, enquête sur le nouvel antisémitisme, Denoël, coll. « Impacts », 334 p.  (ISBN 2-207-25539-5)
- 2006 : Veillée d'armes : Propos pour la rupture, entretiens avec Sylvain Attal, Philippe Marini, préface de Nicolas Sarkozy, Lignes de repères, coll. « Opinions », 169 p.  (ISBN 2-915752-22-2)